# Бадрахин Одончимег
Бадрахин Одончимег (монг. Бадрахын Одончимэг; нар. 12 жовтня 1981, сомон Баянцогт, аймак Туве) — монгольська борчиня вільного стилю, бронзова призерка чемпіонату світу, багаторазова призерка чемпіонатів Азії, бронзова призерка Азійських ігор, дворазова призерка Кубків світу, учасниця Олімпійських ігор.
Боротьбою займається з 2001 року.

## Спортивні результати на міжнародних змаганнях

### Виступи на Олімпіадах
| Змагання                    | Збірна   | Вагова категорія          | Місце |
| --------------------------- | -------- | ------------------------- | ----- |
| Літні Олімпійські ігри 2008 | Монголія | жіноча боротьба, до 63 кг | 10    |

### Виступи на Чемпіонатах світу
| Змагання                        | Збірна   | Вагова категорія          | Місце  |
| ------------------------------- | -------- | ------------------------- | ------ |
| Чемпіонат світу з боротьби 2006 | Монголія | жіноча боротьба, до 63 кг | 22     |
| Чемпіонат світу з боротьби 2007 | Монголія | жіноча боротьба, до 63 кг | 10     |
| Чемпіонат світу з боротьби 2008 | Монголія | жіноча боротьба, до 63 кг | 17     |
| Чемпіонат світу з боротьби 2009 | Монголія | жіноча боротьба, до 67 кг | Бронза |
| Чемпіонат світу з боротьби 2010 | Монголія | жіноча боротьба, до 67 кг | 15     |
| Чемпіонат світу з боротьби 2012 | Монголія | жіноча боротьба, до 72 кг | 14     |
| Чемпіонат світу з боротьби 2014 | Монголія | жіноча боротьба, до 69 кг | 15     |

### Виступи на Чемпіонатах Азії
| Змагання                       | Збірна   | Вагова категорія          | Місце  |
| ------------------------------ | -------- | ------------------------- | ------ |
| Чемпіонат Азії з боротьби 2006 | Монголія | жіноча боротьба, до 63 кг | 5      |
| Чемпіонат Азії з боротьби 2007 | Монголія | жіноча боротьба, до 63 кг | Бронза |
| Чемпіонат Азії з боротьби 2008 | Монголія | жіноча боротьба, до 63 кг | Срібло |
| Чемпіонат Азії з боротьби 2009 | Монголія | жіноча боротьба, до 67 кг | Бронза |
| Чемпіонат Азії з боротьби 2011 | Монголія | жіноча боротьба, до 72 кг | Бронза |
| Чемпіонат Азії з боротьби 2012 | Монголія | жіноча боротьба, до 72 кг | Срібло |
| Чемпіонат Азії з боротьби 2013 | Монголія | жіноча боротьба, до 72 кг | Срібло |
| Чемпіонат Азії з боротьби 2015 | Монголія | жіноча боротьба, до 75 кг | Срібло |

### Виступи на Азійських іграх
| Змагання           | Збірна   | Вагова категорія          | Місце  |
| ------------------ | -------- | ------------------------- | ------ |
| Азійські ігри 2006 | Монголія | жіноча боротьба, до 63 кг | Бронза |

### Виступи на Кубках світу
| Змагання                    | Збірна   | Вагова категорія          | Місце  |
| --------------------------- | -------- | ------------------------- | ------ |
| Кубок світу з боротьби 2009 | Монголія | жіноча боротьба, до 72 кг | 6      |
| Кубок світу з боротьби 2010 | Монголія | жіноча боротьба, до 67 кг | Срібло |
| Кубок світу з боротьби 2012 | Монголія | жіноча боротьба, до 72 кг | 6      |
| Кубок світу з боротьби 2013 | Монголія | жіноча боротьба, до 72 кг | Бронза |
| Кубок світу з боротьби 2014 | Монголія | жіноча боротьба, до 69 кг | 5      |

### Виступи на інших змаганнях
| Змагання                                                     | Збірна   | Вагова категорія          | Місце  |
| ------------------------------------------------------------ | -------- | ------------------------- | ------ |
| Чемпіонат світу з боротьби серед студентів 2005              | Монголія | жіноча боротьба, до 63 кг | 5      |
| Чемпіонат світу з боротьби серед студентів 2006              | Монголія | жіноча боротьба, до 63 кг | Срібло |
| Турнір Дана Колова — Николи Петрова 2007                     | Монголія | жіноча боротьба, до 63 кг | Бронза |
| Золотий Гран-прі з боротьби 2008                             | Монголія | жіноча боротьба, до 63 кг | Срібло |
| Золотий Гран-прі з боротьби 2010 (Красноярськ)               | Монголія | жіноча боротьба, до 67 кг | Срібло |
| Золотий Гран-прі з боротьби 2010 (Баку)                      | Монголія | жіноча боротьба, до 67 кг | 7      |
| Золотий Гран-прі з боротьби 2011 (Красноярськ)               | Монголія | жіноча боротьба, до 72 кг | 5      |
| Міжнародний турнір Ньюйоркського атлетичного клубу 2011      | Монголія | жіноча боротьба, до 72 кг | Срібло |
| Відкритий кубок Монголії з боротьби 2012                     | Монголія | жіноча боротьба, до 72 кг | Бронза |
| Олімпійський кваліфікаційний турнір з боротьби 2012 (Астана) | Монголія | жіноча боротьба, до 72 кг | Бронза |
| Гран-прі «Іван Яригін» 2013                                  | Монголія | жіноча боротьба, до 72 кг | 7      |
| Кубок Президента Бурятської Республіки з боротьби 2013       | Монголія | жіноча боротьба, до 72 кг | Бронза |
| Відкритий кубок Монголії з боротьби 2013                     | Монголія | жіноча боротьба, до 72 кг | Срібло |
| Гран-прі Іспанії з боротьби 2013                             | Монголія | жіноча боротьба, до 72 кг | 8      |
| Меморіал Вацлава Циолковського 2013                          | Монголія | жіноча боротьба, до 72 кг | Бронза |
| Золотий Гран-прі з боротьби 2013 (Баку)                      | Монголія | жіноча боротьба, до 72 кг | Бронза |
| Гран-прі «Іван Яригін» 2014                                  | Монголія | жіноча боротьба, до 69 кг | 5      |
| Відкритий кубок Монголії з боротьби 2014                     | Монголія | жіноча боротьба, до 69 кг | Золото |
| Золотий Гран-прі з боротьби 2014 (Баку)                      | Монголія | жіноча боротьба, до 69 кг | Срібло |
| Відкритий чемпіонат Польщі з боротьби 2014                   | Монголія | жіноча боротьба, до 69 кг | 7      |
| Чемпіонат світу з боротьби серед військовослужбовців 2014    | Монголія | жіноча боротьба, до 75 кг | 4      |
| Гран-прі «Іван Яригін» 2015                                  | Монголія | жіноча боротьба, до 69 кг | 7      |
| Відкритий кубок Монголії з боротьби 2015                     | Монголія | жіноча боротьба, до 69 кг | Бронза |
| Кубок Президента Казахстану з боротьби 2015                  | Монголія | жіноча боротьба, до 75 кг | Бронза |
| Золотий Гран-прі з боротьби 2015                             | Монголія | жіноча боротьба, до 75 кг | 10     |
| Гран-прі «Іван Яригін» 2016                                  | Монголія | жіноча боротьба, до 75 кг | Золото |
| Олімпійський кваліфікаційний турнір з боротьби 2016 (Астана) | Монголія | жіноча боротьба, до 75 кг | Бронза |
| Чемпіонат світу з боротьби серед військовослужбовців 2018    | Монголія | жіноча боротьба, до 76 кг | Бронза |
| Гран-прі «Іван Яригін» 2020                                  | Монголія | жіноча боротьба, до 76 кг | 8      |